# Klanksymboliek
Klanken kunnen voor ons een bepaalde waarde hebben. De uu, ie en ij/ei kunnen iets vrolijks uitdrukken, terwijl de aa, oo en oe droevig overkomen. Dit heet klanksymboliek. 
Schrijvers (vooral dichters) maken hier soms gebruik van door veel van dezelfde klanken bij elkaar te zetten. 
- Ik ween om bloemen in de knop gebroken
en voor de uchtend van heur bloei vergaan, (Willem Kloos)

Poëzie waarbij de klank belangrijker is geworden dan de betekenis noemt men poésie pure.
Toch is de betekenis van een woord meer bepalend voor het gevoel dat we erbij hebben dan de klank.